# Rajd Grecji 2007
Rezultaty Rajdu Grecji (54th BP Ultimate Acropolis Rally of Greece), eliminacji Rajdowych Mistrzostw Świata, w 2007 roku, który odbył się w dniach 31 maja-3 czerwca:

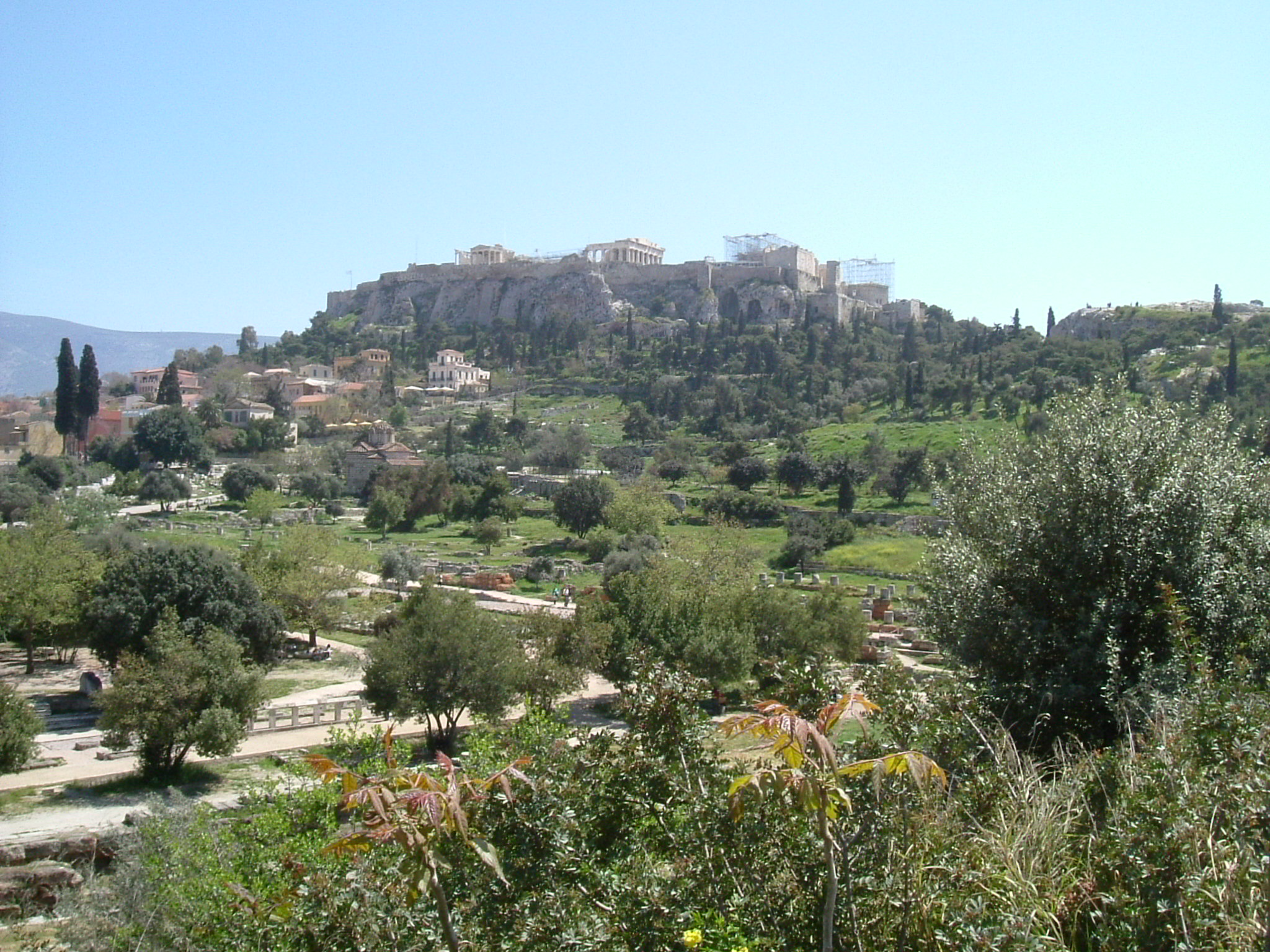
Południowe zbocze Akropolu, okolice bazy rajdu.

## Klasyfikacja ostateczna
| Msc.     | Kierowca           | Pilot           | Samochód                | Czas      | Strata   | Grupa | Punkty |
| WRC      | WRC                | WRC             | WRC                     | WRC       | WRC      | WRC   | WRC    |
| -------- | ------------------ | --------------- | ----------------------- | --------- | -------- | ----- | ------ |
| 1.       | Marcus Grönholm    | Timo Rautiainen | Ford Focus RS WRC 06    | 3:49:22.6 | 0.0      | A8 M  | 10     |
| 2.       | Sébastien Loeb     | Daniel Elena    | Citroën C4 WRC          | 3:50:01.0 | 38.4     | A8 M  | 8      |
| 3.       | Petter Solberg     | Phil Mills      | Subaru Impreza WRC      | 3:50:56.7 | 1:34.1   | A8 M  | 6      |
| 4.       | Mikko Hirvonen     | Jarmo Lehtinen  | Ford Focus RS WRC 06    | 3:52:03.9 | 2:41.3   | A8 M  | 5      |
| 5.       | Henning Solberg    | Cato Menkerud   | Ford Focus RS WRC 06    | 3:54:15.3 | 4:52.7   | A8 M  | 4      |
| 6.       | Chris Atkinson     | Stéphane Prévot | Subaru Impreza WRC      | 3:55:54.3 | 6:31.7   | A8 M  | 3      |
| 7.       | Jan Kopecký        | Filip Schovánek | Škoda Fabia WRC         | 3:57:38.4 | 8:15.8   | A8    | 2      |
| 8.       | Manfred Stohl      | Ilka Minor      | Citroën Xsara WRC       | 3:58:18.8 | 8:56.2   | A8 M  | 1      |
|          |                    |                 |                         |           |          |       |        |
| 11.      | Luis Perez Companc | José Luis Díaz  | Ford Focus RS WRC '06   | 4:04:18.1 | +14:55.5 | A8 M  |        |
| PWRC     |                    |                 |                         |           |          |       |        |
| 1. (15.) | Toshi Arai         | Tony Sircombe   | Subaru Impreza WRX STI  | 4:10:08.9 | 0.0      | N4    | 10     |
| 2. (16.) | Andreas Aigner     | Klaus Wicha     | Mitsubishi Lancer Evo 9 | 4:13:07.3 | 2:58.4   | N4    | 8      |
| 3. (17.) | Mirco Baldacci     | Giovanni Agnese | Subaru Impreza WRX STI  | 4:13:21.8 | 3:12.9   | N4    | 6      |
| 4. (18.) | Mark Higgins       | Scott Martin    | Mitsubishi Lancer Evo 9 | 4:14:50.8 | 4:41.9   | N4    | 5      |
| 5. (19.) | Nasir al-Atijja    | Chris Patterson | Subaru Impreza WRX STI  | 4:14:59.2 | 4:50.3   | N4    | 4      |
| 6. (21.) | Takuma Kamada      | Naoki Kase      | Subaru Impreza WRX STI  | 4:16:31.5 | 6:22.6   | N4    | 3      |
| 7. (23.) | Gabriel Pozzo      | Daniel Stillo   | Mitsubishi Lancer Evo 9 | 4:19:44.2 | 9:35.3   | N4    | 2      |
| 8. (25.) | Simone Campedelli  | Danilo Fappani  | Mitsubishi Lancer Evo 9 | 4:20:51.3 | 10:42.4  | N4    | 1      |

1. ↑  Litera M przy oznaczeniu grupy do której należy samochód oznacza, iż tylko ci kierowcy zdobywali punkty dla swoich zespołów liczonych w klasyfikacji producentów na koniec sezonu.

## Nie ukończyli
- François Duval – awaria silnika (OS4/5);
- Leszek Kuzaj – awaria, jego samochód spłonął (OS10);
- Kristian Sohlberg – problem z oponami (OS12/13);
- Juho Hänninen – awaria pompy/drążka kierowniczego (OS19);

## Zwycięzcy odcinków specjalnych
| Etap               | Odcinek | G. rozp. | Nazwa                | Długość  | Zwycięzca   | Czas    | Pr. śr.    | Lider rajdu |
| ------------------ | ------- | -------- | -------------------- | -------- | ----------- | ------- | ---------- | ----------- |
| 1 (31 maj - 1 cze) | OS1     | 19:00    | SSS Hippodrome 1     | 3,20 km  | M. Hirvonen | 2:50.8  | 67,45 km/h | M. Hirvonen |
| 1 (31 maj - 1 cze) | OS2     | 09:13    | Schimatari 1         | 11,56 km | M. Grönholm | 10:17.6 | 67,38 km/h | M. Grönholm |
| 1 (31 maj - 1 cze) | OS3     | 10:01    | Thiva 1              | 23,76 km | C. Atkinson | 16:39.0 | 85,62 km/h | C. Atkinson |
| 1 (31 maj - 1 cze) | OS4     | 11:17    | Agia Sotira 1        | 15,19 km | C. Atkinson | 9:39.4  | 94,38 km/h | C. Atkinson |
| 1 (31 maj - 1 cze) | OS5     | 12:40    | Olympic Properties 1 | 5,15 km  | P. Solberg  | 3:33.7  | 86,76 km/h | C. Atkinson |
| 1 (31 maj - 1 cze) | OS6     | 14:55    | Schimatari 2         | 11,56 km | M. Grönholm | 10:10.1 | 68,21 km/h | C. Atkinson |
| 1 (31 maj - 1 cze) | OS7     | 15:43    | Thiva 2              | 23,76 km | D. Sordo    | 16:13.2 | 87,89 km/h | M. Grönholm |
| 1 (31 maj - 1 cze) | OS8     | 16:59    | Agia Sotira 2        | 15,19 km | S.Loeb      | 9:25.6  | 96,68 km/h | M. Grönholm |
| 1 (31 maj - 1 cze) | OS9     | 18:00    | Imittos 1            | 11,43 km | ODWOŁANY    | –       | –          | M. Grönholm |
| 2 (2 cze)          | OS10    | 09:03    | Agii Theodori 1      | 48,88 km | M. Grönholm | 32:47.9 | 89,42 km/h | M. Grönholm |
| 2 (2 cze)          | OS11    | 10:36    | Loutraki 1           | 9,18 km  | S.Loeb      | 7:21.1  | 74,92 km/h | M. Grönholm |
| 2 (2 cze)          | OS12    | 11:41    | Agia Triada 1        | 10,80 km | P. Solberg  | 7:24.5  | 87,47 km/h | M. Grönholm |
| 2 (2 cze)          | OS13    | 12:54    | Olympic Properties 2 | 5,15 km  | P. Solberg  | 3:23.4  | 91,15 km/h | M. Grönholm |
| 2 (2 cze)          | OS14    | 15:19    | Agii Theodori 2      | 48,88 km | M. Grönholm | 32:33.0 | 90,1 km/h  | M. Grönholm |
| 2 (2 cze)          | OS15    | 16:52    | Loutraki 2           | 9,18 km  | S.Loeb      | 7:14.7  | 76,02 km/h | M. Grönholm |
| 2 (2 cze)          | OS16    | 17:57    | Agia Triada 2        | 10,80 km | S.Loeb      | 7:17.2  | 88,93 km/h | M. Grönholm |
| 2 (2 cze)          | OS17    | 19:17    | SSS Hippodrome 2     | 3,20 km  | S.Loeb      | 2:52.8  | 66,67 km/h | M. Grönholm |
| 3 (3 cze)          | OS18    | 07:33    | Avlonas 1            | 20.00    | S.Loeb      | 12:05.1 | 99,3 km/h  | M. Grönholm |
| 3 (3 cze)          | OS19    | 08:13    | Assopia 1            | 17,87 km | M. Grönholm | 10:58.6 | 97,68 km/h | M. Grönholm |
| 3 (3 cze)          | OS20    | 08:46    | Imittos 2            | 11,43 km | ODWOŁANY    | –       | –          | M. Grönholm |
| 3 (3 cze)          | OS21    | 12:05    | Avlonas 2            | 20,00 km | M. Hirvonen | 12:00.0 | 100,0 km/h | M. Grönholm |
| 3 (3 cze)          | OS22    | 12:45    | Assopia 2            | 17.87    | J. Latvala  | 10:47.8 | 99,31 km/h | M. Grönholm |
| 3 (3 cze)          | OS23    | 14:30    | Hippodrome 2         | 3.20     | D. Sordo    | 2:55.4  | 65,68 km/h | M. Grönholm |

## Klasyfikacja po 8 rundach
Tabele przedstawiają tylko pięć pierwszych miejsc.

### Kierowcy
| Lp. | Kierowca        | Pkt |
| --- | --------------- | --- |
| 1   | Marcus Grönholm | 65  |
| 2   | Sébastien Loeb  | 56  |
| 3   | Mikko Hirvonen  | 49  |
| 4   | Daniel Sordo    | 28  |
| 5   | Petter Solberg  | 26  |

### Producenci
| Lp. | Producent                  | Pkt |
| --- | -------------------------- | --- |
| 1   | BP Ford World Rally Team   | 114 |
| 2   | Citroën Total WRT          | 86  |
| 3   | Subaru World Rally Team    | 43  |
| 4   | Stobart VK Ford Rally Team | 41  |
| 5   | OMV Kronos Citroën WRT     | 27  |